# بخش‌های دپارتمان اواز
بخش‌های دپارتمان اواز (به انگلیسی: Arrondissements of the Oise department) شامل ۴ بخش به شرح زیر است:
1. بخش بووه با ۲۵۲ کمون (فرانسه) و جمعیت ۲۲۵ هزار نفر در سال ۲۰۱۳ می‌باشد.
2. بخش کلرمون با ۱۴۶ کمون (فرانسه) و جمعیت ۱۲۹ هزار نفر در سال ۲۰۱۳ می‌باشد.
3. بخش کمپینی با ۱۵۶ کمون (فرانسه) و جمعیت ۱۸۰ هزار نفر در سال ۲۰۱۳ می‌باشد.
4. بخش سانلی با ۱۳۳ کمون (فرانسه) و جمعیت ۲۷۸ هزار نفر در سال ۲۰۱۳ می‌باشد.[۱]